# 阿波富田藩
阿波富田藩（あわとみだはん）は、徳島藩の支藩として江戸時代中期に存在した新田藩である。延宝6年（1678年）に蜂須賀隆重が徳島藩5代藩主蜂須賀綱矩より5万石の分知を得て立藩した。3代正員は宗家の嫡子となり、徳島藩に所領を返納したので、享保10年（1725年）に廃藩となった。

## 歴代富田藩主
蜂須賀家
譜代 5万石 （1678年 - 1725年）
1. 隆重（2代藩主蜂須賀忠英の次男）[1]
2. 隆長
3. 正員[2] - 宗家相続